# Репетитор (музичка група)
Репетитор је српска музичка група из Београда. Сматра се једним од представника Нове српске сцене.

## Историја
Група је настала у зиму 2005. године, када се Ана-Марија Цупин (бас, глас) придружила Милени Милутиновић (бубњеви) и Борису Властелици (гитара, глас), који су већ неко време свирали заједно. Репетитор су прве наступе одржали почетком 2006. у београдском клубу Блу мун. Већ после три одржана концерта привукли су пажњу медија и дали прве интервјуе. Уследио је низ наступа по Београду, али и по осталим већим градовима у Србији. Бину су делили и са групама Партибрејкерс, Канда, Коџа и Небојша, Јарболи, Обојени програм...
Први студијски снимак групе, сингл Ја, објављен је у фебруару 2007. на компилацији Јутро ће променити све? (ПГП РТС) и провео је пет недеља на првом месту домаће топ-листе Радија Б92. Репетитор су учествовали са три песме и на компилацији Здраво, здраво, здраво (Култур Акт, 2008), на којој је представљено пет тада нових група из Београда.
Њихов први албум Све што видим је први пут снимљен је 2008. године у студијима Дигимедија у Београду и Partyzan у Пули. Албум садржи 13 песама, а продуцент је Борис Младеновић.
Састав је 2007. године на фестивалу Art&Music у Пули освојио прво место гласовима жирија и публике.
Борис Властелица је у фебруару 2024. године, објављивањем песме Удвоје, представио свој соло пројекат Бластелица. Група је средином јула 2024. објавила да ће направити једноипогодишњу паузу у раду због трудноће Милене Милутиновић.

### Контроверзе
Чланови групе су једногласно одлучили да не наступају у ТВ емисији 24 минута са Зораном Кесићем. Они су овој емисији замерили акценат на проамеричкој, често аутошовинистичкој критици и кринџ политичком хумору који произилази из тога.

## Чланови
- Борис Властелица — гитара, вокал
- Ана-Марија Цупин — бас-гитара, вокал
- Милена Милутиновић — бубањ

## Дискографија

### Студијски албуми
- Све што видим је први пут (2008)
- Добродошли на океан (2012)
- Где ћеш (2016)
- Празан простор међу нама који може и да не постоји (2020)

### Учешћа на компилацијама
- Јутро ће променити све? (2007) — песма Ја
- Здраво, здраво, здраво (2008) — песме 10 пута недељно, Све што видим је први пут и Пукотине
- Фемиксета (2010) — песма Све да заборавим
- Без  трајања (Глазбено дешифрирање Балкана) (2010) — песма 10 пута недељно
- Компот (2013) — песма Лица

## Награде и номинације
- Награде Рунда

| Година | Категорија    | Номиновано дело                                    | Исход      | Изв.  |
| ------ | ------------- | -------------------------------------------------- | ---------- | ----- |
| 2020.  | Најбољи албум | Празан простор међу нама који може и да не постоји | Освојено   | [ 9 ] |
| 2020.  | Најбоља песма | Кост и кожа                                        | Номинација | [ 9 ] |

| Година | Категорија                      | Номиновано дело                                    | Исход      | Изв.   |
| ------ | ------------------------------- | -------------------------------------------------- | ---------- | ------ |
| 2021.  | Европски независни албум године | Празан простор међу нама који може и да не постоји | Номинација | [ 10 ] |

| Година | Категорија                                  | Номиновано дело | Исход      | Изв.   |
| ------ | ------------------------------------------- | --------------- | ---------- | ------ |
| 2021.  | Рок видео                                   | Кост и кожа     | Номинација | [ 11 ] |
| 2021.  | Анимирани видео                             | Краљ ничега     | Номинација | [ 12 ] |
| 2022.  | Најбољи видео                               | Кроз ветар      | Номинација | [ 13 ] |
| 2022.  | Рок видео                                   | Кроз ветар      | Номинација | [ 14 ] |
| 2022.  | Режија                                      | Кроз ветар      | Номинација | [ 15 ] |
| 2022.  | Камера                                      | Кроз ветар      | Номинација | [ 16 ] |
| 2022.  | Монтажа, специјални ефекти и постпродукција | Кроз ветар      | Номинација | [ 17 ] |
| 2024.  | Инди видео                                  | Данима          | Номинација | [ 18 ] |